# ビストリツァ＝ナサウド県
| 県章 ビストリツァ＝ナサウド県の位置 |                     |
| 地域                                | 北西地域            |
| 歴史的な地域                        | トランシルヴァニア  |
| 県都                                | ビストリツァ        |
| 面積                                | 5,355km²            |
| 人口                                | 295,988人（2021年） |
| 人口密度                            | 55人/km²            |
| ISO 3166-2                          | RO-BN               |

ビストリツァ＝ナサウド県（ビストリツァ＝ナサウドけん、Județul Bistriţa-Năsăud）は、ルーマニア・トランシルヴァニア地方の県。県都はビストリツァ。
人口は295,988人（2021年国勢調査）。民族構成はルーマニア人が247,935人、ロマ人が11,127人、マジャル人が11,049人など。かつてはドイツ人も存在したが、移民により減少した。

## 地理
東はスチャヴァ県、西はクルージュ県、北はマラムレシュ県、南はムレシュ県に接する。
県の面積の3分の1は、東カルパティア山脈に属するツィブレシュ、ロドナ、スハルド、ブルガウ、カリマニなどの山地からなる。残りはトランシルヴァニア高原の北東部に当たる。主要な河川はソメシュル・マーレ川である。ビストリツァ川には大きなダムと湖がある。

## 行政区画
県は1つの都市、3つの町、56の基礎自治体からなる。

### 主な都市
- ビストリツァ（約8万人）

## ギャラリー

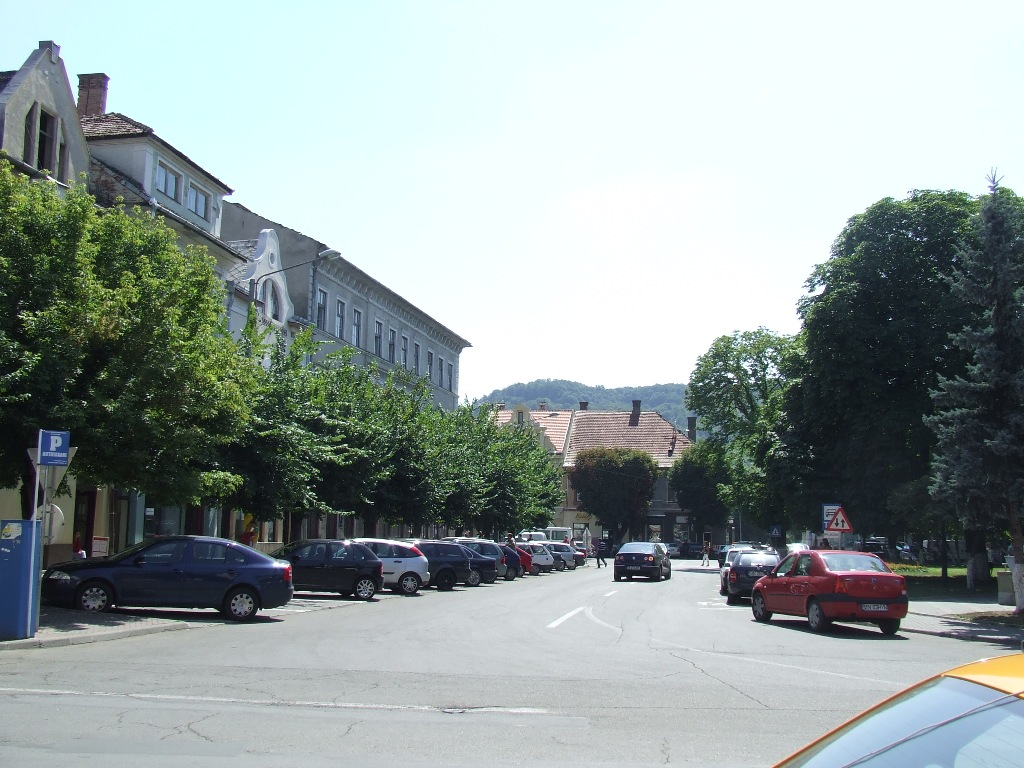
ビストリツァ中心部
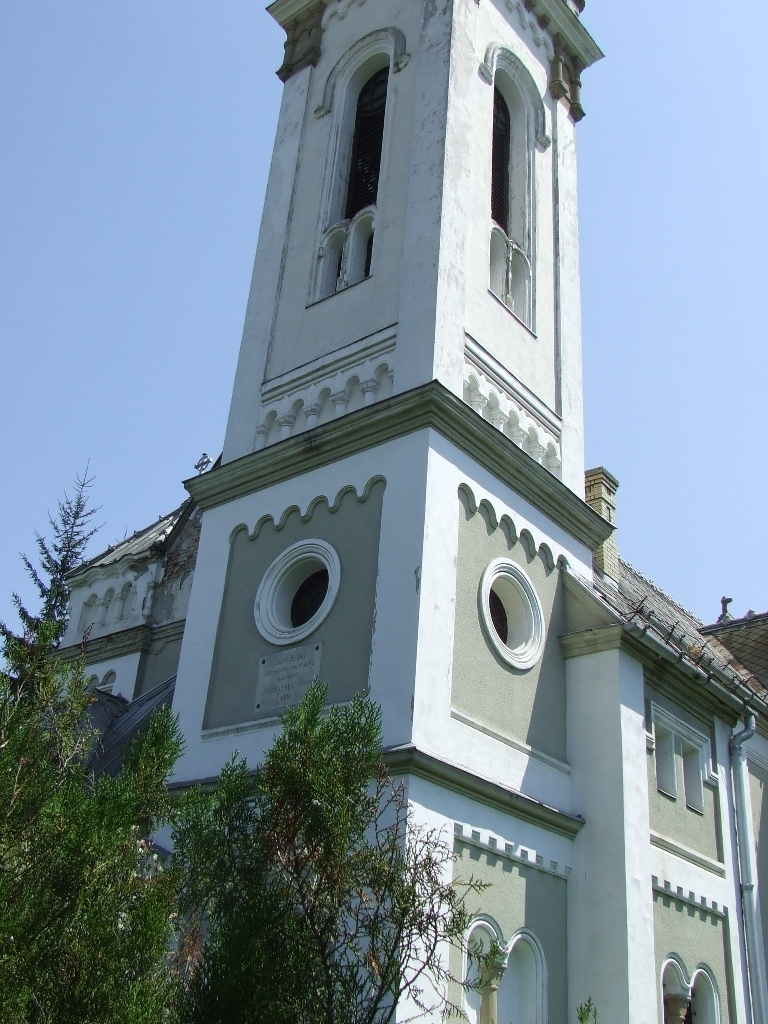
ベクレアンのカトリック教会

## 註
1. 1 2  “Tabel-2.02.1-si-Tabel-2.02.2.xlsx”. ルーマニア国家統計局. 2024年8月28日閲覧。